# Полтавське (Синельниківський район)
По́лтавське — село в Україні, у Синельниківському районі Дніпропетровської області. Входить до складу Слов'янської сільської громади. Населення становить 45 осіб. До 2020 року орган місцевого самоврядування — Зорянська сільська рада.

## Історія
12 червня 2020 року, відповідно до розпорядження Кабінету Міністрів України № 709-р від «Про визначення адміністративних центрів та затвердження територій територіальних громад Дніпропетровської області», увійшло до складу  Слов'янської сільської громади.
19 липня 2020 року, в результаті адміністративно-територіальної реформи і ліквідації Межівського району, село увійшло до складу новоутвореного Синельниківського району.

## Географія
Село Полтавське знаходиться за 1 км від лівого берега річки Сухий Бичок, вище за течією на відстані 2 км розташоване село Мала Покровка, нижче за течією на відстані 5,5 км розташоване село Зелений Гай, на протилежному березі — село Мар'янка.